# Hermann Uhde
Hermann Uhde (20 de julho de 1914 - 10 de outubro de 1965) foi um barítono wagneriano alemão.
Ele estudou em sua cidade natal (Bremen), onde fez sua estreia em 1936. Durante a guerra, ele cantou em Munique. Ele estreou no Festival de Salzburgo em 1949, no papel de Kreon de Antigonae de Carl Orff, e fez sua estreia no Festival de Bayreuth em 1951 e no Metropolitan Opera em 1955, onde permaneceu até 1961.

## Discografia
- Parsifal - Hans Knappertsbusch, 1951
- Das Rheingold - Joseph Keilberth, 1952
- Götterdämmerung - Clemens Krauss, 1953
- Lohengrin- Joseph Keilberth, 1953
- Der Fliegende Holländer- Hans Knappertsbusch, 1955
- Das Rheingold - Rudolf Kempe, 1960
- "A Portrait of Hermann Uhde" - Gala, catalogue number 100.749